# Epeolus gabrielis
Epeolus gabrielis är en biart som beskrevs av Cockerell 1909. Epeolus gabrielis ingår i släktet filtbin, och familjen långtungebin. Inga underarter finns listade i Catalogue of Life.